# Karl Ludwig Michelet

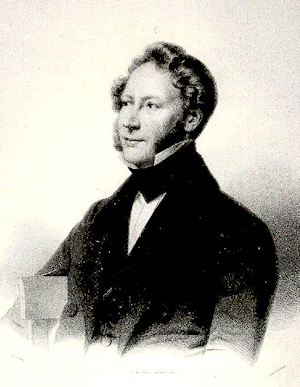
Karl Ludwig Michelet

Karl Ludwig Michelet (eigentlich Charles-Louis Michelet; * 4. Dezember 1801 in Berlin; † 15. Dezember 1893 ebenda) war ein deutscher Rechtswissenschaftler und Philosoph.

## Leben
Michelet entstammte einer in Berlin etablierten, hugenottischen Tuchhändlerfamilie. Sein Vater Louis Michelet (1775–1841) war Mitinhaber, später (dank der Heirat mit Karl Ludwigs Mutter Victoire Girard, 1777–1831) alleiniger Besitzer der Seidenfabrik Girard & Michelet.
Nach dem Besuch des Französischen Gymnasiums nahm Michelet 1819 ein Jurastudium an der Alma Mater Berolinensis auf. Dort hörte er Vorlesungen bei den Juristen Friedrich Carl von Savigny, Moritz August von Bethmann-Hollweg und Carl Wilhelm von Lancizolle, bald aber auch Theologie bei Schleiermacher und Logik und Rechtsphilosophie bei Hegel, der zu Michelets Leitbild wurde. 1822 legte er die erste juristische Staatsprüfung ab und schrieb danach seine Dissertation bei Hegel, die er 1824 einreichte. Nach Ablegung der Lehramtsprüfung lehrte er von 1825 bis 1850 am Französischen Gymnasium. Nach seiner Habilitation 1826 wurde er 1829 auf eine außerordentliche Professur für Philosophie an der Berliner Universität berufen, die er bis 1874 ausfüllte.
Seine Wirkung entfaltete er vor allem in der Verbreitung der Hegelianischen Philosophie. Er rekonstruierte Hegels Vorlesungen über die Geschichte der Philosophie auf der Grundlage von Vorlesungsmitschriften und handschriftlichen Notizen Hegels für den Druck, gehörte (mit Ludwig Boumann, Fritz Förster, Eduard Gans, Karl von Hegel, Leopold von Henning, Heinrich Gustav Hotho, Philipp Marheineke, Karl Rosenkranz und Johannes Schulze) zum „Verein von Freunden des Verewigten“, die von 1832 bis 1845 die Vollständige Ausgabe von Hegels Werken herausgaben, und war von 1860 bis 1866 Redakteur der hegelianischen Zeitschrift Der Gedanke. Zu seinen Studenten gehörten David Friedrich Strauß und August Cieszkowski, mit dem er 1843 die Philosophische Gesellschaft zu Berlin gründete.
Michelet starb im Alter von 92 Jahren. Sein Grab befindet sich vermutlich auf dem Französischen Friedhof I oder dem Französischen Friedhof II in Berlin.

## Werke (Auswahl)
- Das System der philosophischen Moral. Schlesinger, Berlin 1828.
- Geschichte der letzten Systeme der Philosophie in Deutschland von Kant bis Hegel. Duncker & Humblot, Berlin 1837/1838.
- Schelling und Hegel oder Beweis der Aechtheit der Abhandlung: Über das Verhältnis zur Naturphilosophie zur Philosophie überhaupt. Berlin 1839.
- Anthropologie und Psychologie oder die Philosophie des subjectiven Geistes. Sander, Berlin 1840.
- Vorlesungen über die Persönlichkeit Gottes und Unsterblichkeit der Seele oder die ewige Persoenlichkeit des Geistes. Berlin 1841.
- Die Entwickelungsgeschichte der neuesten Deutschen Philosophie. Duncker & Humblot, Berlin 1843.
- Zur Verfassungsfrage. Trowitsch, Frankfurt/O. 1848.

- Die Lösung der gesellschaftlichen Frage. Frankfurt (Oder) u. a., 1849. (Digitalisat und Volltext im Deutschen Textarchiv)
- Vorschlage zur Umgestaltung der Deutschen Universitäten. Berlin 1850.
- Naturrecht oder Rechts-Philosophie als die praktische Philosophie. Nicolai, Berlin 1866.
- Hegel, der unwiderlegte Weltphilosoph. Leipzig 1870.
- Ueber Real-Realismus. Koschny, Leipzig 1876.
- Die Geschichte der philosophischen Gesellschaft zu Berlin. Koschny, Leipzig 1878.
- Herbert Spencer's System der Philosophie und sein Verhältnis zur deutschen Philosophie. Pfeffer, Halle/S. 1882
- Ueber einige Einwände gegen Michelet's System der Philosophie. Koschny, Leipzig 1882.
- Wahrheit aus meinem Leben. Nicolai, Berlin 1884.
- Historisch-kritische Darstellung der dialektischen Methode Hegels. Leipzig 1888.